# Scheldeprijs 2025 (vrouwen)
De vrouwen reden de vijfde editie van deze wedstrijd. Titelverdedigster was Lorena Wiebes, zij nam deze editie niet deel. Haar opvolgster werd de Italiaanse Elisa Balsamo die rijdt bij Lidl-Trek. Balsamo won de massasprint waarin zij de Nederlandse Charlotte Kool en landgenote Chiara Consonni naar de plaatsen verwees naast haar op het podium. De wedstrijd startte en finishte in Schoten, waartussen de rensters een parcours van iets meer dan 130 kilometer aflegden.

## Uitslag
| Plaats  | Naam                  | Ploeg                             | tijd     |
| ------- | --------------------- | --------------------------------- | -------- |
| Winnaar | Elisa Balsamo         | Lidl-Trek                         | 3u11'25" |
| 2       | Charlotte Kool        | Team Picnic PostNL                | z.t.     |
| 3       | Chiara Consonni       | CANYON//SRAM zondacrypto          | z.t.     |
| 4       | Barbara Guarischi     | Team SD Worx-Protime              | z.t.     |
| 5       | Kathrin Schweinberger | Human Powered Health              | z.t.     |
| 6       | Silvia Zanardi        | Human Powered Health              | z.t.     |
| 7       | Georgia Baker         | Liv AlUla Jayco                   | z.t.     |
| 8       | Marith Vanhove        | AG Insurance-Soudal U23           | z.t.     |
| 9       | Amalie Dideriksen     | Cofidis                           | z.t.     |
| 10      | Lucie Fityus          | St Michel-Preference Home-Auber93 | z.t.     |

Mannen: 1907 · 1908 · 1909 · 1910 · 1911 · 1912 · 1913 · 1914 · 1915 · 1916 · 1917 · 1918 · 1919 · 1920 · 1921 · 1922 · 1923 · 1924 · 1925 · 1926 · 1927 · 1928 · 1929 · 1930 · 1931 · 1932 · 1933 · 1934 · 1935 · 1936 · 1937 · 1938 · 1939 · 1940 · 1941 · 1942 · 1943 · 1944 · 1945 · 1946 · 1947 · 1948 · 1949 · 1950 · 1951 · 1952 · 1953 · 1954 · 1955 · 1956 · 1957 · 1958 · 1959 · 1960 · 1961 · 1962 · 1963 · 1964 · 1965 · 1966 · 1967 · 1968 · 1969 · 1970 · 1971 · 1972 · 1973 · 1974 · 1975 · 1976 · 1977 · 1978 · 1979 · 1980 · 1981 · 1982 · 1983 · 1984 · 1985 · 1986 · 1987 · 1988 · 1989 · 1990 · 1991 · 1992 · 1993 · 1994 · 1995 · 1996 · 1997 · 1998 · 1999 · 2000 · 2001 · 2002 · 2003 · 2004 · 2005 · 2006 · 2007 · 2008 · 2009 · 2010 · 2011 · 2012 · 2013 · 2014 · 2015 · 2016 · 2017 · 2018 · 2019 · 2020 · 2021 · 2022 · 2023 · 2024 · 2025
Vrouwen: 2021 · 2022 · 2023 · 2024 · 2025